# Tiziano Gaia
Tiziano Gaia (Torino, 31 marzo 1975) è un regista, scrittore e produttore cinematografico italiano.

## Biografia
Nasce a Torino da una famiglia originaria di Castellinaldo d'Alba che gli trasmette la passione per la storia e tradizioni locali. Si occupa a partire dal 2000 alle pubblicazioni si Slow Food tra cui la Guida Vini d'Italia e la Guida agli Extravergini. Nel 2010 collabora con Joe Bastianich al libro "Grandi Vini" e cura l'avvio di Eataly a New York dove per un anno gestira' l'enoteca di vini Italiani. A seguito della passione ed esperienza acquisita nel mondo del vino, gira nel 2013 Barolo Boys.

## Filmografia
- Barolo Boys (2014)
- Renato Ratti (2015)
- Itaca nel Sole (2018)

## Libri
- Puoi chiamarmi fratello (2011)
- Di Vigna in Vigna (2015)
- Stappato (2019)